# Khojki
Khojki (em urdu: خوجكى) ou khojiki foi um sistema de escrita, um Abugida,  usada quase que exclusivamente por comunidades cojas (khoja) de partes Ásia Meridional, tal como em Sinde. Já foi usada para as línguas guzerate, árabe, persa, urdu, punjabe e sindi e tem similaridades com a escrita gurmukhi.
Essa escrita foi primeiramente usada pela literatura ismaelita islâmica dos xiitas e ainda para textos secretos e proibidos de seitas xiitas. Trata-se de um abugida que é escrito da esquerda para a direita.
As tradições ismaelitas nizaris contam que a escrita khojki foi criada pelo líder espiritual Pir Sadardin (da‘i Pir Sadruddin) no século XIV. Ele foi mandado pelo imame ismaelita da época para difundir a fé ismaelita na Ásia do sul. Ele fez essa tarefa cantando hinos e ensinando textos dessa crença chamados “Ginans”. (Textos religiosos devotos) nessa nova escrita, o khojki.

## Unicode
Há hoje projeto para codificar a escrita khojki no padrão Unicode , para o qual foi feita um proposta ao Comitê Técnico dessa entidade por parte de Anshuman Pandey..